# پژنسوچین
پژنسوچین (به لهستانی:  Przęsocin) یک روستا در لهستان است که در شهرستان پلیس واقع شده‌است.